# Hydnophytum dipteropodum
Hydnophytum dipteropodum är en måreväxtart som först beskrevs av Karl Moritz Schumann och Carl Karl Adolf Georg Lauterbach, och fick sitt nu gällande namn av Theodoric Valeton. Hydnophytum dipteropodum ingår i släktet Hydnophytum och familjen måreväxter.
Artens utbredningsområde är Papua Nya Guinea. Inga underarter finns listade i Catalogue of Life.